# さらば青春の光ふぁいなる
『さらば青春の光ふぁいなる』（さらばせいしゅんのひかりふぁいなる）は、2013年5月9日（8日深夜）から2014年9月25日（24日深夜）まで、木曜 23:30 - 24:00にTOKYO MXで放送されていたバラエティ番組。さらば青春の光の冠番組でもある。2014年12月5日 - 2015年3月27日まで後継番組『ふぁいと青春の光』が放送されていた。

## 概要
お笑い芸人『さらば青春の光』が事務所に所属せず独自に「フリー芸人」として活動する生活を追ったドキュメント番組としてスタート。途中からは個人事務所「ザ・森東」を立ち上げ、芸人と経営者の二足のわらじを履く挑戦を追っている。
番組ではほぼ毎回その放送内容などに沿ったタイトルのミニコントが放送される。
最終回は、お互い本音を語り合うという企画で、約7時間会議室に閉じ込められた。それを全て地上波で放送することはできなかったため、公式YouTubeチャンネルに長編のフル動画がアップロードされている。

## 出演者
- さらば青春の光（森田哲矢・東ブクロ）※東ブクロは当時”東口宜隆”の名で活動。

## 放送リスト
- 放送日は、木曜深夜の日付を参照。
- 2023年8月4日から2024年11月29日まで、さらば青春の光のYouTubeチャンネル「裏さらば」にて毎週金曜午後6時より1回分ずつプレミア公開されていた。
- 放送リストの日付はMX版であるが、#54から放送内容の欄がずれている。理由としては、#54、#55、#56は裏さらば版ではカットされており、MX版では何が流れているか分からない状況となっているため、裏さらば版#54ではMX版#57なっており#54以降、3つずれている。
- なお、「裏さらば」版ではオープニングとエンディングが差し替えられている。 オープニングではナレーターの読み上げ部分の削除やBGMの変更、エンディングではBGMの変更がなされていた。
- その為か、本放送版では第27回からナレーターの読み上げ部分が変更された新オープニングに差し替えられたが、「裏さらば」版では第27回以降も「フリー芸人」の部分が、「出演者と経営者の両立」に変更される前のモノが使われていた。 オープニングの第2の大リニューアルである、第45、46回までは一度も差し替えられることはなかった。
- 第66回である「野草を食べて大事な夏を乗り切ろうの巻」の回の「裏さらば」版では、マスターテープの紛失か、この回以外はすべて放送当時のHD画質で配信されていたのに対してこの回のみ、SD画質での配信となっている。 その為か、さらに画面全体がセーフティーゾーンギリギリのラインにまでアップになっている。
- 2024年12月15日をもって「裏さらば」では過去に配信したアーカイブの番組70話分が配信終了となった。

| 2013年 | 2013年   | 2013年                                                   | 2013年                                                       | 2013年                                |
| 回数   | 放送日   | 放送内容                                                 | 備考                                                         | コント                                |
| ------ | -------- | -------------------------------------------------------- | ------------------------------------------------------------ | ------------------------------------- |
| 1      | 5月9日   | 1ヶ月密着                                                | 初回放送                                                     | フリー                                |
| 2      | 5月16日  | フリーマーケットでコントを売るの巻                       |                                                              | フリーマーケット                      |
| 3      | 5月23日  | 宮崎で営業をするの巻                                     |                                                              | MX                                    |
| 4      | 5月30日  | 初めての宮崎を満喫するの巻                               |                                                              | 宮崎牛                                |
| 5      | 6月6日   | 役者への道は開けるのか？の巻                             |                                                              | オーディション                        |
| 6      | 6月13日  | アウェーの送別会で感動を生み出せるか？の巻               |                                                              | バイト                                |
| 7      | 6月20日  | とにかく青森へ大移動の巻                                 |                                                              | サッカー観覧                          |
| 8      | 6月27日  | とにかく青森へ大移動の巻パート2                          |                                                              | 高校デビュー                          |
| 9      | 7月4日   | とにかく青森へ大移動の巻パート3                          |                                                              | 決断                                  |
| 10     | 7月11日  | 青森の中学生 千晶ちゃんにネタを見せようの巻              |                                                              | エントリー                            |
| 11     | 7月18日  | 役者への道をひた走るの巻                                 |                                                              | 読み合わせ                            |
| 12     | 7月25日  | 撮影の裏で東口に密着してみようの巻                       |                                                              | 待ち時間                              |
| 13     | 8月1日   | 結婚披露宴の司会に挑戦の巻                               |                                                              | 結婚式                                |
| 14     | 8月8日   | 結婚披露宴の司会に挑戦 その裏の巻                        |                                                              | 気づかぬ間に                          |
| 15     | 8月15日  | 結婚披露宴の司会に挑戦 その裏の巻                        | #14とタイトルが同じである。                                  | 緊張                                  |
| 16     | 8月22日  | ラジオ佐賀さんへ猛アピールの巻                           |                                                              | 衣装                                  |
| 17     | 8月29日  | 無理やりねじ込んだ花火大会を盛り上げようの巻             |                                                              | 楽屋挨拶「スピリチュアル大学生 森田」 |
| 18     | 9月5日   | 花火大会で盛り上がる そして次への巻                      |                                                              | 暴走族取り締まり作戦                  |
| 19     | 9月12日  | 福岡の女子大生にとりあえず会いに行くの巻                 |                                                              | 遅刻                                  |
| 20     | 9月19日  | キングオブコント進出までの道のりの巻                     |                                                              | 究極の選択                            |
| 21     | 9月26日  | キングオブコント4位の裏側に完全密着の巻                  |                                                              | LOOK                                  |
| 22     | 10月3日  | 遠距離お笑いコンビの初対面に密着                         | タイトルに「巻」がない。                                     | 弟子入り                              |
| 23     | 10月10日 | 遠距離お笑いコンビ初舞台をプロデュースの巻               |                                                              | 陰口                                  |
| 24     | 10月17日 | 遠距離お笑いコンビ初舞台をプロデュースの巻完結編 そして… |                                                              | 初披露                                |
| 25     | 10月24日 | 事務所設立の挨拶回りに行こうの巻                         | この回で森田の父から「ザ・森東」という事務所名が提案された。 | オカリナ                              |
| 26     | 10月31日 | 事務所設立の挨拶回りに行こうの巻パート2                  | この回で事務所名が正式に「ザ・森東」に決定した。             | 社長                                  |
| 27     | 11月7日  | 初めての社長業 ラジオ佐賀へ商談へ行こうの巻              |                                                              | 佐賀                                  |
| 28     | 11月14日 | 初めての社長業 ラジオ佐賀へ商談へ行こうの巻 パート2      |                                                              | 試着                                  |
| 29     | 11月21日 | 初めての社長業 ラジオ佐賀へ商談へ行こうの巻 パート3      |                                                              | 免許証                                |
| 30     | 11月28日 | 初めての社長業 ラジオ佐賀へ商談へ行こうの巻 完結編       | この回はコントなし                                           |                                       |
| 31     | 12月5日  | ナナイロのミュージックビデオに出演の巻                   |                                                              | エキストラ                            |
| 32     | 12月12日 | 広島までわざわざ名刺を作り直しに行こうの巻               |                                                              | 広島                                  |
| 33     | 12月19日 | 名刺を作り直すついでに広島を観光するの巻                 |                                                              | 再会                                  |
| 34     | 12月26日 | 慰安旅行で2013年の疲れを癒そうの巻                       |                                                              | 冬季オリンピック～モーグルのこぶ～    |

| 2014年 | 2014年  | 2014年                                               | 2014年                                     | 2014年                 |
| 回数   | 放送日  | 放送内容                                             | 備考                                       | コント                 |
| ------ | ------- | ---------------------------------------------------- | ------------------------------------------ | ---------------------- |
| 35     | 1月2日  | 長野への慰安旅行 二日目の巻                          | この回はコントなし                         |                        |
| 36     | 1月9日  | 今更ながら2013年を振り返ろうの巻 そして…             |                                            | 思い出                 |
| 37     | 1月16日 | 東口のバンドデビューに向けて第一歩の巻               |                                            | 心境の変化             |
| 38     | 1月23日 | 東口バンドデビューへの道＆大型プロジェクト進行中の巻 |                                            | ミス                   |
| 39     | 1月30日 | 山中湖へロック合宿に行こうの巻                       |                                            | 武道館                 |
| 40     | 2月6日  | 山中湖でスローライフ合宿の巻                         |                                            | スローライフ           |
| 41     | 2月13日 | 山中湖で本格的にスローライフ合宿の巻                 |                                            | 釣り                   |
| 42     | 2月20日 | チャンスと思いきや大ピンチの巻                       |                                            | 取材お断り             |
| 43     | 2月27日 | バンドデビューに向けて最後の準備の巻                 |                                            | 本番前日               |
| 44     | 3月6日  | 東口バンドデビューへの道完結編の巻                   |                                            | Rock、Rock〜その後〜   |
| 45     | 3月13日 | 新しいオープニングを取り直したりの巻                 |                                            | 写真                   |
| 46     | 3月20日 | 大内Pの後輩を足がかりに番組を成功させようの巻        |                                            | 先輩                   |
| 47     | 3月27日 | 地方局で番組交渉に挑戦の巻                           |                                            | 惨敗                   |
| 48     | 4月3日  | ホームタウンの佐賀県で番販をお願いするの巻           |                                            | ホーム&アウェイ        |
| 49     | 4月10日 | ブンブンテレビで番販交渉&全国ツアーの裏の巻          |                                            | 上司と部活             |
| 50     | 4月17日 | 静岡ならではの願掛けで全国ツアーを成功させようの巻   |                                            | サッカー               |
| 51     | 4月24日 | 静岡で草の根運動&東京の事務所に集合の巻              |                                            | 妥協                   |
| 52     | 5月1日  | フリー1周年を記念して色んなものを綺麗にしよう！の巻  |                                            | ツアー                 |
| 53     | 5月8日  | 都内でお気軽に沖縄気分を味わおうの巻                 |                                            | 沖縄                   |
| 54     | 5月15日 | ?                                                    | これら3つの回はMXでのみ 放送の為、詳細不明 |                        |
| 55     | 5月22日 | ?                                                    | これら3つの回はMXでのみ 放送の為、詳細不明 |                        |
| 56     | 5月29日 | ?                                                    | これら3つの回はMXでのみ 放送の為、詳細不明 |                        |
| 57     | 6月5日  | 東口の自転車への想いを応援しようの巻                 |                                            | 趣味                   |
| 58     | 6月12日 | 東口の自転車への想いを応援しよう！完結編の巻         | この回はコントなし                         |                        |
| 59     | 6月19日 | 番組を盛り上げる為に森田が翔ぶの巻                   |                                            | 恐怖                   |
| 60     | 6月26日 | 富岡製糸場を観光&番組に緊急事態発生!?の巻            |                                            | お土産                 |
| 61     | 7月3日  | AD石尾にディレクターをやらせてみるの巻               |                                            | 初めて                 |
| 62     | 7月10日 | AD石尾にディレクターをやらせてみる 離島編の巻        |                                            | ドクターよしたか診療所 |
| 63     | 7月17日 | AD石尾にディレクターをやらせてみる サバイバル編の巻  |                                            | 登山家                 |
| 64     | 7月24日 | AD石尾にディレクターをやらせてみる 完結編の巻        |                                            | 企業理念               |
| 65     | 7月31日 | ザ・森東CM試写会&新たな技術を身に付けるの巻          |                                            | 気功                   |
| 66     | 8月7日  | 野草を食べて大事な夏を乗り切ろうの巻                 | 上記記載                                   | 専門家                 |
| 67     | 8月14日 | ラジオ佐賀 開局56周年記念を盛り上げようの巻          |                                            | 詐欺師                 |
| 68     | 8月21日 | 長崎で夢のダブルヘッダーの巻                         |                                            | 夢                     |
| 69     | 8月28日 | 2人の夢が叶う！そして現実へ・・・の巻                |                                            | 神頼み                 |
| 70     | 9月4日  | すごいモノを見て力をもらおう！&新企画始動の巻        |                                            | チケット               |
| 71     | 9月11日 | ザ・森東制作「レッツ！ノーリアクション！」の巻       |                                            | リアクション           |
| 72     | 9月18日 | ジェイコムウエストで番販決定の裏側の巻               |                                            | 念願                   |
| 73     | 9月25日 | 最終回 2人っきりでとことんまで話し合おうの巻         | この回はコントなし                         |                        |

## エピソード
- 本番組から現在のさらば青春の光の個人事務所「ザ・森東」が誕生した。森東の名付け親は森田の父親である。
- 森東の社長を決めようとなった際、相撲で勝った方が社長になるというノリができ、結果森田が勝ち社長となった。東口は副社長。
- 現在の「ザ・森東」の他の案としては、東口の弟が提案した「三角おにぎり」などもあった。その理由は、東口が高校デビューをした際にめがねを掛けており、その様子が三角おにぎりに見えたから。
- ふぁいなるの番組内でさらばの2人が「キングオブコントで優勝したらマネージャーを募集する」という旨の発言をしたが、その年の優勝をさらばは逃したため、マネージャー募集の件は白紙になった。
- さらば青春の光ふぁいなるのブログでは、ふぁいなるADの石尾と構成廣川のどちらかがブログを更新しており、どちらが更新するかで小競合いをしている様などを見ることができる。なお、このブログは2014年9月18日の石尾の投稿を最後に現在まで更新されていない。
- 「役者への道は開けるのか？の巻」では短編オムニバス映画「放課後たち」の中の一作品に主演でオファーが来たのだが、どちらか一名とのことなのでオーディションで決めることとなり、結果として森田が主役を務めることとなった。
- 「撮影の裏で東口に密着してみようの巻」では、主演の一作品「Do you think about me?」の撮影中である森田を撮るだけでは尺が足りないと感じたスタッフが東口の家に乗り込み、思い出の場所を東口の愛車（バイク）で回った。
- 「Do you think about me?」の撮影が終わったあと、よくドラマや何かしらの撮影のクランクアップで見る花束を貰えるかワクワクしていた森田だが、のちにスタッフが監督に「花束って用意してますか？」と聞くと「あぁ…用意してません」と言われたため、「クランクアップの時にこれ渡してください、」とスタッフが監督に花束を渡し、監督が森田に花束を渡す、ということがあった。森田はその経緯に気づいていない。
- 「Do you think about me?」では、共演する女子生徒役が当時AKB48の藤江れいなであることがTwitter（現X）で発表され、それをスタッフが森田本人に伝える前に発表されてしまったので、わざと勿体振ってすべて知っている森田へ伝えどのような反応をするのか？という検証をした。
- 森田には「Do you think about me?」の主役のオファーが来ていたが、家庭教師役の森田より生徒役の藤江れいなの方が台詞もシーンも多いため、本当は口だけの主役なのではないかと言われている。
- ふぁいなるADの石尾はポンコツなことで番組内でお馴染みで、空港に向かう車道の道を間違えたり、さらばをカメラで撮るために後ろ歩きをしていた際に派手に転倒したりと、とにかくさらばの二人に怒られていた。
- AD石尾は現在、森田の個人YouTubeチャンネル「五反田ガレージ」のディレクターを務めるなど、現在でもさらば青春の光との交友が見られる。
- 構成の廣川祐樹も「五反田ガレージ」に携わっており、普段は温厚な廣川が石尾の失礼、失言、失態に呆れや時には憤りを示しながらも、家族ぐるみでの付き合いをしていることから、本番組から続く長年の間柄がうかがえる。
- ちなみに、第7回から第10回まで中央下に表示されていた、現在の進捗度などを表している不自然なテロップは、当時AD陣が使用していた、HDVカメラ(HVR-A1Jという機種)の設定にある"日付を映像に記録する"設定を誤って、AD石尾がONにしてしまった状態で収録を行なってしまう、という大きなミスをカバーする為に演出の板垣氏が苦肉の策で付け足したテロップである。
- 上記のミスについて、ミスをした本人である石尾氏はX上で、「過去最大のミスだった」と語っている。

## スタッフ
- ナレーター：赤井大
- 構成：廣川祐樹
- 技術：エイ・フィールド
- 美術：TAC
- ロゴデザイン：東京キリマンジャロ
- 音効：玉置祐介
- 編集・MA：ザ・チューブ
- AD：石尾彰弘
- AP：相澤直
- ディレクター：関谷司
- プロデューサー：杉山剛、大内登
- 演出：板垣忠彦
- 制作：Kmax（ケイマックス）
- 制作著作：さらば青春の光ふぁいなる製作委員会